# 阿納馬湖
67°51′31″N 94°38′13″E / 67.85861°N 94.63694°E
阿納馬湖（俄语：Анама），是俄羅斯的湖泊，位於該國中部，由克拉斯諾亞爾斯克邊疆區負責管轄，面積58.7平方公里，海拔高度210米，集水區面積19,400平方公里。